# Solérieux
Solérieux est une commune française située dans le département de la Drôme en région Auvergne-Rhône-Alpes.

## Géographie

### Climat
Pour des articles plus généraux, voir Climat d'Auvergne-Rhône-Alpes et Climat de la Drôme.
En 2010, le climat de la commune est de type climat méditerranéen franc, selon une étude du Centre national de la recherche scientifique s'appuyant sur une série de données couvrant la période 1971-2000. En 2020, Météo-France publie une typologie des climats de la France métropolitaine dans laquelle la commune est exposée à un climat méditerranéen et est dans la région climatique  Provence, Languedoc-Roussillon, caractérisée par une pluviométrie faible en été, un très bon ensoleillement (2 600 h/an), un été chaud (21,5 °C), un air très sec en été, sec en toutes saisons, des vents forts (fréquence de 40 à 50 % de vents > 5 m/s) et peu de brouillards. 
Pour la période 1971-2000, la température annuelle moyenne est de 13,4 °C, avec une amplitude thermique annuelle de 17,5 °C. Le cumul annuel moyen de précipitations est de 829 mm, avec 6,5 jours de précipitations en janvier et 3,5 jours en juillet. Pour la période 1991-2020, la température moyenne annuelle observée sur la station météorologique de Météo-France la plus proche, « Visan », sur la commune de Visan à 10 km à vol d'oiseau, est de 14,2 °C et le cumul annuel moyen de précipitations est de 772,7 mm,. Pour l'avenir, les paramètres climatiques de la commune estimés pour 2050 selon différents scénarios d'émission de gaz à effet de serre sont consultables sur un site dédié publié par Météo-France en novembre 2022.

### Voies de communication et transports
La commune se situe sur la route (jadis chemin de fer allant de Pierrelatte à Nyons) menant de Saint-Paul-Trois-Châteaux à Montségur-sur-Lauzon.

## Urbanisme

### Typologie
Au 1er janvier 2024, Solérieux est catégorisée commune rurale à habitat dispersé, selon la nouvelle grille communale de densité à 7 niveaux définie par l'Insee en 2022.
Elle est située hors unité urbaine. Par ailleurs la commune fait partie de l'aire d'attraction de Pierrelatte, dont elle est une commune de la couronne,. Cette aire, qui regroupe 17 communes, est catégorisée dans les aires de moins de 50 000 habitants,.

### Occupation des sols
L'occupation des sols de la commune, telle qu'elle ressort de la base de données européenne d’occupation biophysique des sols Corine Land Cover (CLC), est marquée par l'importance des forêts et milieux semi-naturels (55,6 % en 2018), en augmentation par rapport à 1990 (53,1 %). La répartition détaillée en 2018 est la suivante : 
forêts (42,8 %), zones agricoles hétérogènes (22,8 %), cultures permanentes (21,6 %), milieux à végétation arbustive et/ou herbacée (12,8 %). L'évolution de l’occupation des sols de la commune et de ses infrastructures peut être observée sur les différentes représentations cartographiques du territoire : la carte de Cassini (XVIIIe siècle), la carte d'état-major (1820-1866) et les cartes ou photos aériennes de l'IGN pour la période actuelle (1950 à aujourd'hui).

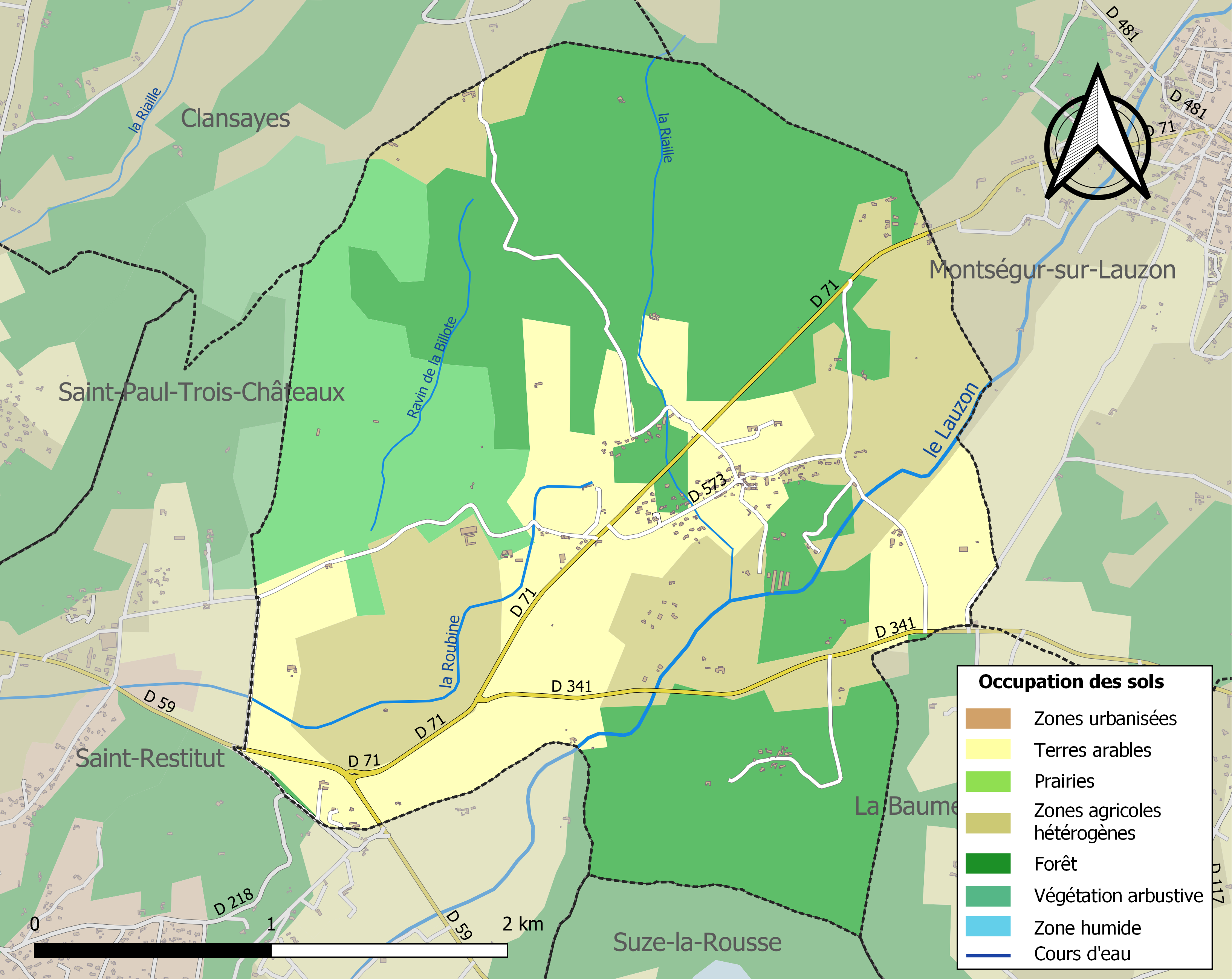
Carte des infrastructures et de l'occupation des sols de la commune en 2018 (CLC).

## Toponymie

### Attestations
Dictionnaire topographique du département de la Drôme :
- 1272 : castrum de Solorino (cartulaire de Saint-Paul-Trois-Châteaux).
- 1312 : Solorium (archives de la Drôme, E 797).
- 1389 : Solerinum (archives de la Drôme, E 3493).
- 1409 : locus Solorini (Gall. christ., I, 123).
- XVIIIe siècle : Soulerieu (ét. des bénéf. de Saint-Paul-Trois-Châteaux).
- 1891 : Solérieux, commune du canton de Saint-Paul-Trois-Châteaux. Son chef-lieu est au village de Saint-Raphaël.

## Histoire

### Protohistoire
Présence protohistorique.

### Antiquité: les Gallo-romains
Présence gallo-romaine.

### Du Moyen Âge à la Révolution
La seigneurie :
- Au point de vue féodal, Solérieux était une terre premièrement possédée par les évêques de Saint-Paul-Trois-Châteaux.
- 1246 : la terre est usurpée par les princes d'Orange.
- Elle est inféodée aux Mondragon.
- 1272 : les princes d'Orange l'hommagent aux évêques de Saint-Paul-Trois-Châteaux.
- Vers 1300 : les Mondragon la vendent aux Plaisians.
- Vers 1351 : la terre passe aux Laye.
- 1367 : elle est vendue aux Reynaud.
- 1384 : elle est vendue aux évêques de Saint-Paul-Trois-Châteaux.
- 1387 : les évêques acquièrent les droits des princes d'Orange.
- Les évêques cèdent le tout à leur chapitre cathédral qui reste le dernier seigneur jusqu'à la Révolution.

Avant 1790, Solérieux était une paroisse du Comtat-Venaissin et du diocèse de Saint-Paul-Trois-Châteaux, dont l'église dédiée à saint Raphaël était celle d'un prieuré séculier, dépendant du chapitre de Saint-Paul-Trois-Châteaux.

Le titulaire de ce prieuré avait, sous réserve d'une pension au chapitre, les dîmes de cette paroisse.

#### Saint-Raphaël
Ancienne dépendance de l'ordre du Temple, commanderie de Richerenches, passée à l'ordre de Saint-Jean de Jérusalem lors de la suppression des Templiers.

En 1320, Saint-Raphaël est unie au domaine de la Chambre apostolique.
- 1540 : Sainct Raphau (inventaire de la chambre des comptes)[14].
- 1540 : mention du mandement : le mandement de Saint-Raphau (inventaire de la chambre des comptes)[12].
- XVIIIe siècle : Saint-Rafaël (ét. des bénéf. de Saint-Paul-Trois-Châteaux)[12].
- 1891 : Saint-Raphaël, village, chef-lieu de la commune de Solérieux[14].

### De la Révolution à nos jours
En 1792, la commune est réunie à la France. Elle fait partie du canton de Visan et du district de Carpentras.

Le 20 août 1793, date à laquelle le département de Vaucluse est organisé. Solérieux est compris dans le département de la Drôme (canton de Suze-la-Rousse et  district de Montélimar)

La commune passe dans le canton de Saint-Paul-Trois-Châteaux.

La réorganisation de l'an VIII (1799-1800) l'attribue au canton de Pierrelatte.

En 1839, ce dernier devient le canton de Saint-Paul-Trois-Châteaux. La commune a continué à faire partie de ce dernier canton après l'érection d'un nouveau canton de Pierrelatte en 1856.

## Politique et administration

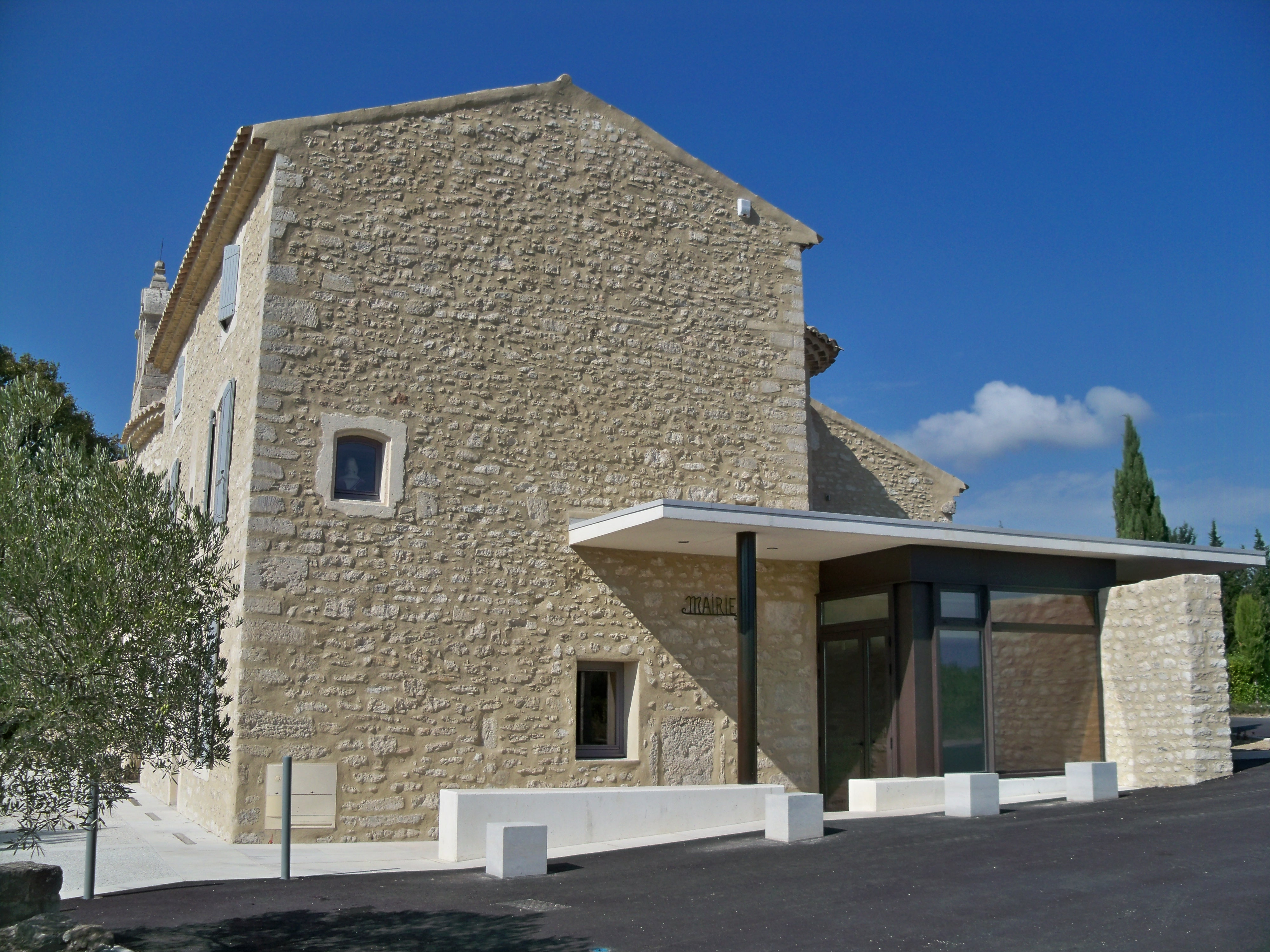
Mairie de Solérieux.

### Liste des maires
| Période                                  | Période                        | Identité                            | Étiquette | Qualité       |
| ---------------------------------------- | ------------------------------ | ----------------------------------- | --------- | ------------- |
| Les données manquantes sont à compléter. |                                |                                     |           |               |
| 1871                                     |                                | ?                                   |           |               |
| 1874                                     |                                | ?                                   |           |               |
| 1878                                     |                                | ?                                   |           |               |
| 1884                                     |                                | ?                                   |           |               |
| 1888                                     |                                | ?                                   |           |               |
| 1892                                     |                                | ?                                   |           |               |
| 1896                                     |                                | ?                                   |           |               |
| 1900                                     |                                | ?                                   |           |               |
| 1904                                     |                                | ?                                   |           |               |
| 1908                                     |                                | ?                                   |           |               |
| 1912                                     |                                | ?                                   |           |               |
| 1919                                     |                                | ?                                   |           |               |
| 1925                                     |                                | ?                                   |           |               |
| 1929                                     |                                | ?                                   |           |               |
| 1935                                     |                                | ?                                   |           |               |
| 1945                                     |                                | ?                                   |           |               |
| 1947                                     |                                | ?                                   |           |               |
| 1953                                     |                                | ?                                   |           |               |
| 1959                                     |                                | ?                                   |           |               |
| 1965                                     |                                | ?                                   |           |               |
| 1971                                     |                                | ?                                   |           |               |
| 1977                                     | 1985                           | Louis Parlier                       | PS        |               |
| 1983                                     |                                | Louis Parlier                       |           | maire sortant |
| 1985 (statut ?)                          | 1995                           | André Ducol                         |           |               |
| 1989                                     |                                | André Ducol                         |           | maire sortant |
| 1995                                     | 2008                           | Alain Thill                         |           |               |
| 2001                                     |                                | Alain Thill                         |           | maire sortant |
| 2008                                     | 2014                           | Gérard Hortail                      | DVD       | retraité      |
| 2014                                     | 2020                           | Gérard Hortail                      |           | maire sortant |
| 2020                                     | En cours (au 13 décembre 2020) | Gérard Hortail[source insuffisante] |           | maire sortant |

### Politique environnementale

#### L'affaire Aréva
En juin 1979, la décharge de Solérieux, destinée aux ordures ménagères, reçoit un fût en provenance du site nucléaire du Tricastin « par erreur » : il contient 150 kg d'uranium représentant une masse de matière fissile de 1 157 grammes d'U235, soit presque la limite de criticité.

Les autorités n'ont pas réagit.

## Population et société

### Démographie
L'évolution du nombre d'habitants est connue à travers les recensements de la population effectués dans la commune depuis 1793. Pour les communes de moins de 10 000 habitants, une enquête de recensement portant sur toute la population est réalisée tous les cinq ans, les populations de référence des années intermédiaires étant quant à elles estimées par interpolation ou extrapolation. Pour la commune, le premier recensement exhaustif entrant dans le cadre du nouveau dispositif a été réalisé en 2004.

En 2022, la commune comptait 311 habitants, en évolution de −9,06 % par rapport à 2016 (Drôme : +2,64 %, France hors Mayotte : +2,11 %).
| 1793 | 1800 | 1806 | 1821 | 1831 | 1836 | 1841 | 1846 | 1851 |
| ---- | ---- | ---- | ---- | ---- | ---- | ---- | ---- | ---- |
| 240  | 216  | 252  | 256  | 295  | 291  | 299  | 306  | 316  |

| 1856 | 1861 | 1866 | 1872 | 1876 | 1881 | 1886 | 1891 | 1896 |
| ---- | ---- | ---- | ---- | ---- | ---- | ---- | ---- | ---- |
| 331  | 313  | 295  | 274  | 251  | 243  | 222  | 220  | 213  |

| 1901 | 1906 | 1911 | 1921 | 1926 | 1931 | 1936 | 1946 | 1954 |
| ---- | ---- | ---- | ---- | ---- | ---- | ---- | ---- | ---- |
| 193  | 182  | 177  | 163  | 147  | 131  | 118  | 120  | 120  |

| 1962 | 1968 | 1975 | 1982 | 1990 | 1999 | 2004 | 2006 | 2009 |
| ---- | ---- | ---- | ---- | ---- | ---- | ---- | ---- | ---- |
| 121  | 117  | 96   | 132  | 173  | 211  | 270  | 285  | 313  |

| 2014 | 2019 | 2022 | - | - | - | - | - | - |
| ---- | ---- | ---- | - | - | - | - | - | - |
| 336  | 318  | 311  | - | - | - | - | - | - |

### Services, équipements
- Bibliothèque : plus de mille livres. Ouverte le samedi de 14 h à 16 h. Site officiel : .

### Manifestations culturelles et festivités
- Fête : le dimanche après le 14 juin[13].

### Loisirs
- Le foyer rural propose des activités[réf. nécessaire].

### Sports
- Équitation[13].

## Économie

### Agriculture
En 1992 : bois, céréales, vignes (vins AOC Coteaux du Tricastin) , lavande, truffes, ovins.
- Foire : le 8 avril[13].

## Culture locale et patrimoine

### Lieux et monuments
- Vestiges de remparts et porte fortifiée[13].
- Église Saint-Raphaël (MH)[21] de style roman provençal (fondation templière)[13].
- Église (centre de Solérieux) : petit autel, bancs, cloche encadrée par un arc brisé[réf. nécessaire].

Un cimetière est situé juste à côté avec quelques tombes et une statue de la Vierge Marie[réf. nécessaire].
Ce cimetière n'étant plus suffisant, le « grand cimetière » a été créé vers 1990 sur la route allant à Montségur-sur-Lauzon[réf. nécessaire].
- Chapelle du XVIIIe siècle (profanée)[13].
- Vieil oratoire décoré dédié au Sacré-Cœur[13].
- Chapelle funéraire construite en 1846 par les familles Hugues et Labaume, elle est vendue en 2000 à la mairie de Solérieux. Elle a été rénovée en 2008. L'entrée et le sol de la chapelle ont été refaits en 2010[réf. nécessaire].

Elle a été inaugurée le samedi 11 septembre 2010 en présence de nombreuses personnalités[réf. nécessaire].

### Héraldique, logotype et devise
|  | Solérieux possède des armoiries dont l'origine et le blasonnement exact ne sont pas disponibles. |